# Liste der Kapellen im Bistum Aachen – Region Düren
Die Liste der Kapellen im Bistum Aachen – Region Düren  (ohne die Ortschaften Embken, Muldenau und Wollersheim der Stadt Nideggen und Pingsheim der Gemeinde Nörvenich) listet die pfarrgebundenen und Privatkapellen auf, die im Bereich der GdG Aldenhoven/Linnich, GdG Titz, GdG Heilig Geist Jülich, GdG Inden/Langerwehe, GdG St. Franziskus Düren-Nord, GdG Düren-Mitte, GdG St. Elisabeth von Thüringen Düren-West, GdG Merzenich/Niederzier, GdG Nörvenich/Vettweiß, GdG Kreuzau/Hürtgenwald und GdG Heimbach/Nideggen im Bistum Aachen stehen. Die betreffenden Pfarren sind in der Liste der Kirchen im Bistum Aachen – Region Düren einsortiert.

## Liste
| Bild | Name                                         | Ort                            | Pfarrei                           | Gemeinschaft der Gemeinden              | Baudaten                                                         |
| ---- | -------------------------------------------- | ------------------------------ | --------------------------------- | --------------------------------------- | ---------------------------------------------------------------- |
|      | Gnadenkapelle                                | Aldenhoven                     | St. Martin/Aldenhoven             | Aldenhoven/Linnich                      | 1659                                                             |
|      | Auffindungskapelle                           | Aldenhoven                     | St. Martin/Aldenhoven             | Aldenhoven/Linnich                      | 1654                                                             |
|      | Ursula-Kapelle                               | Aldenhoven-Dürboslar           |                                   |                                         | Privatkapelle 15. Jh.;                                           |
|      | Matthäuskapelle                              | Aldenhoven-Neu-Pattern         | St. Martin/Aldenhoven             | Aldenhoven/Linnich                      | 1992–1993                                                        |
|      | Altes Muttergotteshäuschen                   | Düren                          | St. Lukas/Düren                   | Düren-Mitte                             | 1719 / 1822                                                      |
|      | Neues Muttergotteshäuschen                   | Düren                          | St. Lukas/Düren                   | Düren-Mitte                             | 1895                                                             |
|      | Kapelle Maria Rast                           | Düren-Arnoldsweiler            | St. Arnold/Arnoldsweiler          | St. Franziskus, Düren-Nord              | 1960                                                             |
|      | Dreifaltigkeitskapelle                       | Düren-Berzbuir                 | St. Michael/Lendersdorf           | St. Elisabeth von Thüringen, Düren-West | 1649                                                             |
|      | Kapelle Birgel                               | Düren-Birgel                   | St. Martin/Birgel                 | St. Elisabeth von Thüringen, Düren-West | 17. Jh.                                                          |
|      | Urbanuskapelle                               | Düren-Derichsweiler            | St. Martin Derichsweiler          | St. Franziskus, Düren-Nord              | 1892                                                             |
|      | Ühledömche                                   | Düren-Distelrath               | St. Lukas/Düren                   | Düren-Mitte                             | 11. Jh. (Turm), 1873 (Kirchenschiff)                             |
|      | Fatima-Kapelle                               | Düren-Golzheim                 | St. Gregorius                     | Merzenich/Niederzier                    | 1957                                                             |
|      | Schlosskapelle                               | Düren-Gürzenich                | St. Johannes Evangelist/Gürzenich | St. Elisabeth von Thüringen, Düren-West | 1718                                                             |
|      | St. Pankratius                               | Düren-Konzendorf               | St. Michael/Echtz                 | St. Franziskus, Düren-Nord              | 2. Hälfte 19. Jh.                                                |
|      | St. Hubertus                                 | Düren-Kufferath                | St. Michael/Lendersdorf           | St. Elisabeth von Thüringen Düren-West  | 1954                                                             |
|      | Antoniuskapelle                              | Düren-Lendersdorf              | St. Michael/Lendersdorf           | St. Elisabeth von Thüringen, Düren-West | 1605                                                             |
|      | Josefskapelle                                | Düren-Lendersdorf              | St. Michael/Lendersdorf           | St. Elisabeth von Thüringen, Düren-West | 1605                                                             |
|      | Annakapelle                                  | Düren-Merken                   |                                   |                                         | 1850                                                             |
|      | Marienkapelle Rölsdorf                       | Düren-Rölsdorf                 | St. Nikolaus Rölsdorf             | St. Elisabeth von Thüringen, Düren-West | zwischen 1855 und 1860                                           |
|      | Kapelle Gut Habersauel                       | Heimbach                       |                                   |                                         | 1877                                                             |
|      | St. Georg                                    | Heimbach-Blens                 | St. Nikolaus/Hausen               | Heimbach/Nideggen                       | Um 1806                                                          |
|      | Apollonia-Kapelle                            | Heimbach-Düttling              | St. Martin, Hergarten             | Heimbach/Nideggen                       | 1935                                                             |
|      | St. Johannes Nepomuk                         | Heimbach-Hasenfeld             | St. Clemens/Heimbach              | Heimbach/Nideggen                       | 1952                                                             |
|      | Michaelskapelle                              | Heimbach-Vlatten               | St. Dionysius/Vlatten             | Heimbach/Nideggen                       | 1913                                                             |
|      | Kapelle                                      | Hürtgenwald-Brandenberg        | Hl. Maurische Märtyrer/Bergstein  | Kreuzau/Hürtgenwald                     | Mitte 20. Jh.                                                    |
|      | Hürtgenwald-Gedächtnis-Kapelle               | Hürtgenwald-Kleinhau           | St. Apollonia/Großhau             | Kreuzau/Hürtgenwald                     | zw. 1966 und 1970                                                |
|      | Marienkapelle                                | Hürtgenwald-Simonskall         | St. Josef/Vossenack               | Kreuzau/Hürtgenwald                     | 1935                                                             |
|      | St. Donatus                                  | Hürtgenwald-Straß              | St. Antonius/Gey                  | Kreuzau/Hürtgenwald                     | 1964; Toni Wichterich                                            |
|      | Cornelius-Kapelle                            | Inden-Lamersdorf               |                                   |                                         | 1860                                                             |
|      | Regina-Pacis-Kapelle                         | Inden-Schophoven               |                                   |                                         | 1874                                                             |
|      | St.-Helena-Kapelle                           | Inden-Vilvenich                |                                   |                                         | 1318; 2010 abgerissen                                            |
|      | Schlosskapelle Jülich                        | Jülich                         |                                   |                                         | 1549                                                             |
|      | Schlosskapelle St. Antonius                  | Jülich-Bourheim                |                                   |                                         | 16. Jh.; (Schloss Linzenich)                                     |
|      | Maria-Hilf-Kapelle                           | Jülich-Daubenrath              | St. Stephanus, Selgersdorf        | Heilig Geist, Jülich                    | 1885/1886                                                        |
|      | Marienkapelle                                | Jülich-Güsten                  | St. Philippus und Jakobus, Güsten | Heilig Geist, Jülich                    | 1978                                                             |
|      | Rochus-Kapelle                               | Jülich-Güsten                  | St. Philippus und Jakobus, Güsten | Heilig Geist, Jülich                    | 19. Jh.                                                          |
|      | Kapelle Schrickenhof                         | Jülich-Kirchberg               |                                   |                                         | 1834                                                             |
|      | Matthias-Kapelle                             | Jülich-Lich-Steinstraß         |                                   |                                         | 1983/1984                                                        |
|      | Katharinen-Kapelle                           | Jülich-Selgersdorf             | St. Stephanus, Selgersdorf        | Heilig Geist, Jülich                    | 1975                                                             |
|      | Antoniuskapelle                              | Jülich-Serrest                 | St. Philippus und Jakobus, Güsten | Heilig Geist, Jülich                    |                                                                  |
|      | Wendelinuskapelle                            | Jülich-Stetternich             | St. Martinus, Stetternich         | Heilig Geist, Jülich                    | 1774; bei Gut Wolfshoven                                         |
|      | Marienkapelle                                | Jülich-Welldorf                | St. Hubertus, Welldorf            | Heilig Geist, Jülich                    | 19. J.                                                           |
|      | Wegekapelle                                  | Jülich-Welldorf                | St. Hubertus, Welldorf            | Heilig Geist, Jülich                    | 19. J.                                                           |
|      | St. Christian                                | Kreuzau-Bilstein               | St. Brigida/Untermaubach          | Kreuzau/Hürtgenwald                     | 1896                                                             |
|      | St. Ewaldus                                  | Kreuzau-Bogheim                | St. Brigida/Untermaubach          | Kreuzau/Hürtgenwald                     |                                                                  |
|      | Maria-Königin-Kapelle                        | Kreuzau-Drove                  | St. Martin, Drove                 | Kreuzau/Hürtgenwald                     | 1953                                                             |
|      | Votiv-Kapelle                                | Kreuzau-Drove                  |                                   |                                         | Privatkapelle; 1959 von der Familie Suermondt in Auftrag gegeben |
|      | Herz-Jesu-Kapelle                            | Kreuzau-Drove                  | St. Martin, Drove                 | Kreuzau/Hürtgenwald                     | 1957                                                             |
|      | Matthias-Kapelle                             | Kreuzau-Drove                  | St. Martin, Drove                 | Kreuzau/Hürtgenwald                     | 2005                                                             |
|      | St. Mariä Vermählung                         | Kreuzau-Langenbroich           | St. Brigida/Untermaubach          | Kreuzau/Hürtgenwald                     | 1705                                                             |
|      | St. Albertus Magnus                          | Kreuzau-Leversbach             | St. Gereon/Boich                  | Kreuzau/Hürtgenwald                     | 1930er-Jahre                                                     |
|      | Waldkapelle                                  | Kreuzau-Obermaubach-Mausauel   |                                   |                                         | 1995                                                             |
|      | Marienkapelle („Maria – Hilfe der Christen“) | Kreuzau-Üdingen                | St. Martin/Drove                  | Kreuzau/Hürtgenwald                     | 1786; 1876 Wiederaufbau                                          |
|      | St. Fides, Spes, Caritas                     | Kreuzau-Thum                   | St. Martin/Drove                  | Kreuzau/Hürtgenwald                     | 1906/1907                                                        |
|      | Urbanus-Kapelle                              | Kreuzau-Winden                 |                                   |                                         | 19. Jh.                                                          |
|      | Apollonia-Kapelle                            | Langerwehe                     | St. Martin, Langerwehe            | Inden/Langerwehe                        | 18./19. Jh.                                                      |
|      | Marienkapelle Gut Merberich                  | Langerwehe                     | St. Martin, Langerwehe            | Inden/Langerwehe                        | 17./18. Jh.                                                      |
|      | Nikolauskapelle                              | Langerwehe-Geich               | St. Michael/Echtz                 | St. Franziskus, Düren-Nord              | 11.–13. Jh.                                                      |
|      | Donatus-Kapelle                              | Langerwehe-Hamich              | St. Katharina, Wenau              | Inden/Langerwehe                        |                                                                  |
|      | Norbertus-Kapelle                            | Langerwehe-Heistern            |                                   |                                         |                                                                  |
|      | Hülsenbergkapelle                            | Langerwehe-Hülsenberg          | St. Martin, Langerwehe            | Inden/Langerwehe                        | 17. Jh., Wiederaufbau 1952                                       |
|      | Marienkapelle                                | Langerwehe-Jüngersdorf         | St. Martin/Langerwehe             | Inden/Langerwehe                        | 2012/2013                                                        |
|      | Schlosskapelle                               | Langerwehe-Merode              | St. Martinus, Schlich-D’horn      | Inden/Langerwehe                        | 15. Jh.; im Unterbau des Bastionsturm (Kapellenturm)             |
|      | Bernadettekapelle                            | Langerwehe-Obergeich           | St. Martinus, Schlich-D’horn      | Inden/Langerwehe                        | 1934                                                             |
|      | Donatus-Kapelle                              | Langerwehe-Schlich             | St. Martinus, Schlich-D'horn      | Inden/Langerwehe                        | 1951                                                             |
|      | Rochus-Kapelle                               | Langerwehe-Wenau               |                                   |                                         | 1732                                                             |
|      | Kapelle Boslar                               | Linnich-Boslar                 |                                   |                                         | 1767                                                             |
|      | Willibrordus-Kapelle                         | Linnich-Ederen                 |                                   |                                         | 19. Jh.                                                          |
|      | Banneuxkapelle / Marienkapelle               | Linnich-Ederen                 | St. Pankratius, Ederen            | Aldenhoven/Linnich                      | 1954; Architekt: Alfons Leitl                                    |
|      | Barbara-Kapelle                              | Linnich-Gevenich               |                                   |                                         | 20. Jh.                                                          |
|      | Wegekapelle                                  | Linnich-Gevenich               |                                   |                                         | 18. Jh.                                                          |
|      | Freie Kapelle                                | Linnich-Hottorf                | St. Gereon, Boslar                | Aldenhoven/Linnich                      | 20. Jh.                                                          |
|      | Wegekapelle                                  | Linnich-Tetz                   |                                   |                                         | 19. Jh.                                                          |
|      | Marienkapelle / Kriegergedächtniskapelle     | Nideggen                       | St. Johannes Baptist/Nideggen     | Heimbach/Nideggen                       | 1818                                                             |
|      | Martinus-Kapelle                             | Nideggen-Abenden               | St. Johannes Baptist/Nideggen     | Heimbach/Nideggen                       | 1864–1865                                                        |
|      | Antonius-Kapelle                             | Nideggen-Embken                |                                   |                                         | 18. Jh.                                                          |
|      | Antoniuskapelle                              | Nideggen-Rath                  | St. Johannes Baptist/Nideggen     | Heimbach/Nideggen                       | Um 1860                                                          |
|      | Wegekapelle in Berg                          | Niederzier-Berg                |                                   |                                         | Anfang 20. Jh.                                                   |
|      | Kreuzkapelle                                 | Niederzier-Ellen               | St. Thomas von Canterbury         | Merzenich/Niederzier                    | 1988                                                             |
|      | Mariahilf-Kapelle                            | Niederzier-Ellen               | St. Thomas von Canterbury         | Merzenich/Niederzier                    | 1982                                                             |
|      | Josefskapelle                                | Niederzier-Ellen               | St. Thomas von Canterbury         | Merzenich/Niederzier                    | 1990; Architekt: Horst Böhm                                      |
|      | Kreuzkapelle                                 | Niederzier-Huchem-Stammeln     | St. Josef                         | Merzenich/Niederzier                    | 1981                                                             |
|      | Lürkenkapelle                                | Niederzier-Köttenich           | St. Josef                         | Merzenich/Niederzier                    | 1988                                                             |
|      | Marienkapelle                                | Niederzier-Krauthausen         | St. Stephanus, Selgersdorf        | Heilig Geist, Jülich                    | 1989                                                             |
|      | Marienkapelle                                | Niederzier-Selhausen           | St. Josef                         | Merzenich/Niederzier                    | 1973                                                             |
|      | St. Margaretha                               | Nörvenich-Dorweiler            | St. Josef/Nörvenich               | Nörvenich/Vettweiß                      | 11. Jh.                                                          |
|      | Annakapelle                                  | Nörvenich-Eggersheim           |                                   |                                         | 1951                                                             |
|      | Termelineskapelle                            | Nörvenich-Eschweiler über Feld | St. Josef/Nörvenich               | Nörvenich/Vettweiß                      | 1880                                                             |
|      | Annakapelle                                  | Nörvenich-Irresheim            | St. Josef/Nörvenich               | Nörvenich/Vettweiß                      | 1888                                                             |
|      | St.-Nikolaus-Kapelle                         | Nörvenich-Isweiler             | St. Josef/Nörvenich               | Nörvenich/Vettweiß                      | Anfang 20. Jh.                                                   |
|      | St. Antonius                                 | Nörvenich-Oberbolheim          | St. Josef/Nörvenich               | Nörvenich/Vettweiß                      | nach 1500, abgerissen 1969                                       |
|      | St.-Petrus-Kapelle                           | Nörvenich-Poll                 | St. Josef/Nörvenich               | Nörvenich/Vettweiß                      | 15./16. Jh.                                                      |
|      | Nikolaus-Kapelle                             | Nörvenich-Rath                 | St. Josef/Nörvenich               | Nörvenich/Vettweiß                      | 1656                                                             |
|      | Wegekapelle                                  | Titz                           |                                   |                                         | 19. Jh.                                                          |
|      | Backsteinkapelle Gut Meerhof                 | Titz                           |                                   |                                         | 1743                                                             |
|      | Wegekapelle                                  | Titz-Ameln                     |                                   |                                         | 2. Hälfte 19. Jh.                                                |
|      | Wegekapelle                                  | Titz-Bettenhoven               |                                   |                                         | 19. Jh.                                                          |
|      | Wegekapelle                                  | Titz-Hasselsweiler             |                                   |                                         | 1901                                                             |
|      | Katharina-Kapelle                            | Titz-Höllen                    | St. Kornelius/Rödingen            | Titz                                    | um 1500                                                          |
|      | Wegekapelle                                  | Titz-Hompesch                  |                                   |                                         | 19. Jh.                                                          |
|      | Backsteinkapelle                             | Titz-Kalrath                   |                                   |                                         | Ende 19. Jh.                                                     |
|      | Friedhofskapelle                             | Titz-Kalrath                   |                                   |                                         | Privatkapelle der Fam. Lommertzheim; 1895                        |
|      | Friedhofskapelle                             | Titz-Müntz                     |                                   |                                         | 1902                                                             |
|      | Maria, Hilfe der Christen                    | Titz-Ralshoven                 | St. Peter/Müntz                   | Titz                                    | 1849                                                             |
|      | Cornelius-Kapelle                            | Titz-Rödingen                  |                                   |                                         | 1739                                                             |
|      | Wegekapelle                                  | Titz-Spiel                     |                                   |                                         | 2. Hälfte 19. Jh.                                                |
|      | Dreifaltigkeitskapelle                       | Vettweiß                       |                                   |                                         | 1680                                                             |
|      | Marienkapelle ("Maria Helferin in der Not")  | Vettweiß-Froitzheim            |                                   |                                         | 1703                                                             |
|      | Dreifaltigkeitskapelle                       | Vettweiß-Jakobwüllesheim       | St. Marien/Vettweiß               | Nörvenich/Vettweiß                      | 1893                                                             |
|      | Nikolaus-Kapelle                             | Vettweiß-Lüxheim               | St. Marien/Vettweiß               | Nörvenich/Vettweiß                      | 13. Jh.                                                          |
|      | Antoniuskapelle                              | Vettweiß-Müddersheim           | St. Marien/Vettweiß               | Nörvenich/Vettweiß                      | 1669                                                             |